# Сабоя (Колумбия)
Сабоя (исп. Saboyá) — город и муниципалитет в центральной части Колумбии, на территории департамента Бояка. Входит в состав Западной провинции.

## История
Поселение, из которого позднее вырос город, было основано в 1556 году. Муниципалитет Сабоя был выделен в отдельную административную единицу в 1832 году.

## Географическое положение

Муниципалитет Сабоя

Город расположен в западной части департамента, в гористой местности Восточной Кордильеры, к западу от реки Суарес, на расстоянии приблизительно 48 километров к западу-северо-западу (WNW) от города Тунха, административного центра департамента. Абсолютная высота — 2575 метров над уровнем моря.
Муниципалитет Сабоя граничит на западе с территориями муниципалитетов Брисеньо и Тунунгуа, на юге — с муниципалитетом Чикинкира, на востоке — с муниципалитетами Санта-София и Сутамарчан, на юго-востоке — с муниципалитетом Тинхака, на севере — с территорией департамента Сантандер. Площадь муниципалитета составляет 247 км².

## Население
По данным Национального административного департамента статистики Колумбии, совокупная численность населения города и муниципалитета в 2015 году составляла 12 372 человека.
Динамика численности населения муниципалитета по годам:
| 2005   | 2006   | 2007   | 2008   | 2009   | 2010   | 2011   | 2012   | 2013   | 2014   | 2015   |
| ------ | ------ | ------ | ------ | ------ | ------ | ------ | ------ | ------ | ------ | ------ |
| 12 957 | 12 906 | 12 853 | 12 803 | 12 742 | 12 689 | 12 631 | 12 564 | 12 498 | 12 438 | 12 372 |

Согласно данным переписи 2005 года мужчины составляли 49,5 % от населения Сабои, женщины — соответственно 50,5 %. В расовом отношении белые и метисы составляли 99,9 % от населения города; негры, мулаты и райсальцы — 0,1 %.
Уровень грамотности среди всего населения составлял 84,4 %.

## Экономика
Основу экономики Сабои составляет сельское хозяйство.

57,3 % от общего числа городских и муниципальных предприятий составляют предприятия торговой сферы, 37,7 % — предприятия сферы обслуживания, 5 % — промышленные предприятия.

## Транспорт
Через город проходит национальное шоссе № 45A (исп. Ruta Nacional 45A).